# Жан Нувел
Жан Нувел (на френски: Jean Nouvel) е френски архитект, носител на награда „Прицкер“ (2008).

## Биография
Роден е на 12 август 1945 г. във Фюмел, департамент Лот е Гарон, в семейството на учители. Детството си прекарва в Сарла, градче с готическа архитектура в югозападна Франция. Като дете мечтае да стане художник, но родителите му го насочват към архитектурата. Така че той завършва Училището за изящни изкуства в Бордо (на френски: École des beaux-arts de Bordeaux) през 1964 г., през 1966 г. е приет да следва архитектура във Висшето национално училище за изящни изкуства (на френски: École nationale supérieure des Beaux-Arts) в Париж, където се дипломира през 1972 г.
През 1994 г. основава „Ателие Жан Нувел“, превърнало се през 2006 г. със своите 140 сътрудници в едно от най-големите архитектурни бюра във Франция. Седалището се намира в Париж, а филиали има в Лондон, Копенхаген, Минеаполис, Рим, Мадрид и Барселона.
През 1991 г. Жан Нувел е избран за вицепрезидент на Френския институт по архитектура, а от 1993 г. е почетен член на американския Институт на архитектите.
Гостува в България два пъти. Първият път е през 1999 г. През 2010 г. пристига в София за участие в международна среща разговор на тема „Трябват ли ни музеи и галерии“ – организирана от архитектурното сп. „Абитаре“.
През 2016 г. проектираната от него Doha Tower в катарската столица Доха е обявена за най-добра висока сграда от Съвета по небостъргачи и градска среда на церемония в Илинойския технически институт.
Сред проектите му има и за флакон на парфюм „Ив Сен Лоран“ (2007), както и за сервизи и прибори за хранене. През 2014 г. създава колекцията гумени обувки „Pure“.

## Творчество
Сред проектираните от Жан Нувел сгради са:
- 1987 – Nemausus 1 (жилища, 114 апартамента), Ним, Франция
- 1987 – Институт на арабския свят (на френски: Institut du monde arabe), Париж, Франция[7]
- 1989 – Национална опера (на френски: Opéra national de Lyon), Лион, Франция[8]
- 1994 – Фондация „Картие“ за съвременно изкуство (на френски: Fondation Cartier pour l'Art Contemporain) (офиси / културни пространства), Париж, Франция[9]
- 1995 – „Евралил“ (на френски: Euralille), (магазини / офиси / жилища), Лил, France
- 2000 – Културен и конферентен център (концертна зала / конферентна зала / музей / ресторант), Люцерн, Швейцария
- 2000 – Съдебна палата (на френски: Palais de Justice), Нант, Франция
- 2001 – „Златният ангел“ (на чешки: Zlatý Anděl), Прага, Чехия
- 2002 – Монолит от Expo.02, Муртен, Швейцария
- 2004 – „Торе Агбар“ (на испански: Torre Agbar) (офис сграда), Барселона, Испания
- 2004 – Музей II, Samsung Museum of Art, Сеул, Южна Корея[10]
- 2005 – Разширение на Музей „Кралица София“ (на испански: Museo Nacional Centro de Arte Reina Sofía), Мадрид, Испания
- 2006 – Музей на улица „Бранли“ (на френски: Musée du quai Branly), Париж, Франция
- 2006 – Театър „Гътри“ (на английски: Guthrie Theater), Минеаполис, Минесота, САЩ
- 2009 – Концертна зала на Копенхаген (на датски: DR Koncerthuset), Копенхаген, Дания
- 2010 – 100 Eleventh Avenue, Манхатън, Ню Йорк, САЩ.[11][12]
- 2010 – Временен павилион „Серпентайн гелъри“ (на английски: Serpentine Gallery), Лондон, Великобритания[13]
- 2010 – One New Change, Лондон, Великобритания
- 2011 – Tower 25, Никозия
- 2012 – Небостъргач „Doha Tower“, Доха, Катар[14]
- 2012 – Кметство, Монпелие, Франция.[15]
- 2015 – Парижка филхармония (на френски: Philharmonie de Paris), Париж, Франция.[16]

Критиците говорят за „театралност“ на проектите му, а самият Нувел твърди, че архитектурата и киното са много близки.
Някои виждат „процес на дематериализация“ на сградите му, които преливат в околната среда, за „преодоляване на границата на архитектурната творба с външния свят“ и за „дисперсията на сградата в пространството“.

## Признание и награди
- 1989 – Aga Khan Award for Architecture за проекта за Институт на арабския свят в Париж
- 2001 – Praemium Imperiale
- 2001 – Златен медал за архитектура на RIBA (на английски: Royal Institute of British Architects)
- 2005 – Уолф награди за изкуства
- 2008 – „Прицкер“

Кавалер на Ордена на почетния легион (2010).
Почетен доктор на Университета на Буенос Айрес (1983), на Кралския колеж за изкуства в Лондон (2002), на Неаполитанския университет „Федерико Втори“ (2002), на Висшия институт за изкуства на Куба (2006) и на Католическия университет в Лувен (2013).

## Галерия
- Институт на арабския свят, Париж, изглед откъм Сена (1987)
- Национална опера, Лион (1989)
- Национална опера, Лион (1989)
- „Златният ангел“, Прага (2001)
- Монолит от Expo.02, Муртен (2002)
- Разширение на Музей „Кралица София“, Мадрид (2005)
- Разширение на Музей „Кралица София“, Мадрид (2005)
- Музей на улица „Бранли“, Париж, видян от Айфеловата кула (2006)
- „Живата стена“ на Музея на улица „Бранли“, Париж (2006)
- Концертна зала на Копенхаген (2009)
- 100 Eleventh Avenue, Манхатън, Ню Йорк (2010)
- 100 Eleventh Avenue, Манхатън, Ню Йорк (2010)
- Временен павилион „Серпентайн гелъри“ (2010)
- Tower 25, Никозия (2011)
- „Синята кула“, Шарлероа (2014)

## Любопитно
Брад Пит и Анджелина Джоли кръщават първородното си дете на негово име. Дъщеря им се казва Шило Нувел Джоли Пит.

## За него
- Marco Casamonti et Christine Piot, Jean Nouvel, Arles, France, Éditions Actes Sud, coll. „Grands architectes“, 2008, 119 p. (ISBN 978-2-7427-7661-0)
- François Chaslin, Jean Nouvel critiques, Gollion, Suisse, Éditions Infolio, coll. „Archigraphy“, 2008, 270 p. (ISBN 978-2-88474-093-7)
- Philip Jodidio, Jean Nouvel by Jean Nouvel. Complete Works 1970 – 2008, Cologne, Paris, Éditions Taschen, 2009, 896 p. (ISBN 978-3-8228-5772-4)
- Prouvé/Nouvel-Ferembal House, Éditions Galerie Patrick Seguin, 2011 (ISBN 978-2-909187-01-3)
- Christian Bachelier, Théâtre de l'Archipel: Genèse et émergence d'une œuvre d'art, Alliance Éditions, 2012, 256 p. (ISBN 978-2-916666-13-6)